# Georges Delerue
Pour les articles homonymes, voir Delerue (homonymie).
Œuvres principales
B.O Hiroshima, mon amour

Jules et Jim (excepté Le tourbillon de la vie)

Le Mépris

Le Corniaud

Le Cerveau

Heureux qui comme Ulysse

Les Deux Anglaises et le Continent

Les Rois maudits

Grand choral de La Nuit américaine

I Love You, je t'aime
Le Dernier Métro

La Femme d'à côté

Platoon

Concerto de l'adieu

Hymne à la Liberté
Georges Delerue, prononcé [dɛlʁy], né le 12 mars 1925 à Roubaix (Nord) et mort le 20 mars 1992 à Burbank (Californie), est un compositeur et musicien français, spécialiste de musiques de films.
Auteur de plus de trois cents musiques de films, il reçoit à trois reprises le César de la meilleure musique, en 1979 pour Préparez vos mouchoirs, en 1980 pour L'Amour en fuite et en 1981 pour Le Dernier Métro, et l'Oscar de la Meilleure partition originale lui est décerné en 1980 pour I Love You, je t'aime.

## Biographie

### Enfance ouvrière
Georges naît dans un milieu amateur de musique : ses parents, Georges Delerue, contremaître à la fabrique de limes de la rue Decrême, et Marie Lhoest, qui aime chanter Gounod ou Bizet en s'accompagnant au piano, emmènent souvent leur fils dans une des sept salles de projection que compte alors Roubaix. L'enfant se passionne pour le cinématographe et dès l'âge de cinq ans essaie de bricoler un projecteur, avec le Meccano censé le mettre sur les traces de son père, et de reproduire des pellicules à partir de ses dessins. Cette passion ne le quittera plus.
Élève de l'école professionnelle Turgot, qui le forme aux métiers de la métallurgie, il est inscrit en 1939 par sa mère au conservatoire pour apprendre à jouer de la clarinette qu'il a héritée de son oncle, mais il ne s'y intéresse guère. Dès l'année suivante, à quatorze ans et demi, il doit cesser toutes études et prendre un travail dans l'usine où travaille son père afin d'aider financièrement sa famille. Toutefois, il goûte avec son grand-père maternel, chef de chœur, le plaisir de la musique chantée en groupe et participe en tant que clarinettiste à la fanfare locale.
Il réussit à convaincre ses parents de lui laisser les après-midi pour étudier au conservatoire le solfège. Il est admis dans la classe de piano de Madame Picavet-Bacquart, qui lui fait découvrir Bach, Mozart, Beethoven, Chopin, Grieg. Richard Strauss devient son idéal.

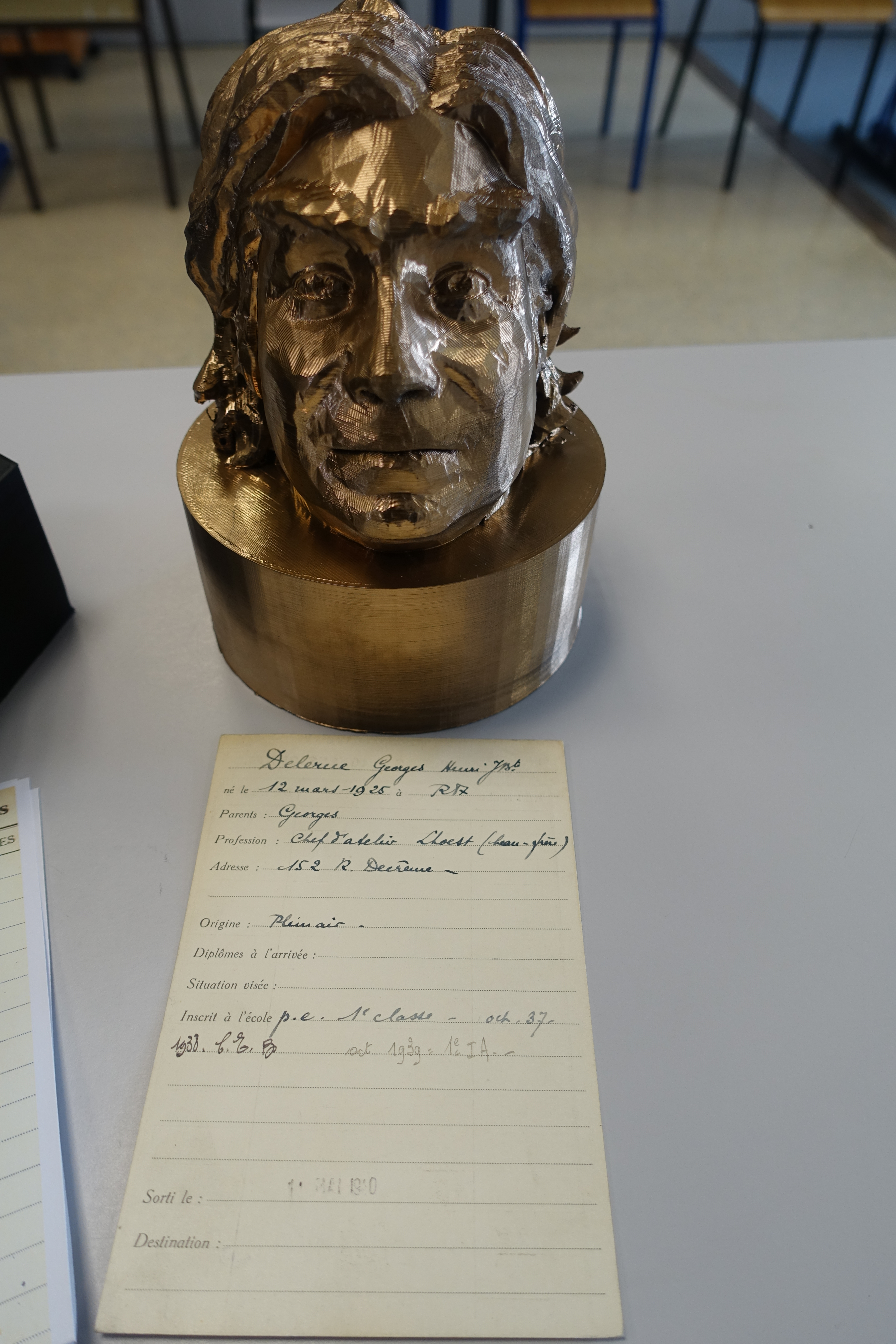
"Hollywood", buste en 3D de Georges Delerue réalisé au lycée professionnel Turgot de Roubaix et la fiche d'inscription scolaire du compositeur.

Souffrant d'une scoliose ancienne, il est opéré à la suite d'une chute de bicyclette. Cinq mois passés allongés dans un plâtre sont une épreuve qui détermine l'adolescent à consacrer sa vie à la composition musicale. En 1943, en dépit des réticences qu'ont suscitées son extraction sociale, son inculture musicale et le retard en solfège qu'ont induits ses obligations professionnelles, il est admis en classe d'harmonie par un nouveau directeur, plus ouvert, Alfred Desenclos, lequel perçoit le talent de son élève et obtient des parents de celui-ci qu'il abandonne l'usine.

### Conservatoire de Paris
En 1945, Georges Delerue termine le conservatoire de Roubaix par un premier prix de piano, un premier prix de musique de chambre, un premier prix d'harmonie, un deuxième prix de clarinette et réussit les épreuves d'admission au Conservatoire de Paris. Il apprend la fugue dans la classe de Simone Plé-Caussade et la composition dans celle d'Henri Büsser, que remplace Darius Milhaud en 1948. Bénéficiaire de la bourse Fernand-Halphen, il doit toutefois, pour financer ses études, jouer dans les bals jusqu'en province. Il accompagne à l'orgue baptêmes, mariages, obsèques. Attiré par le jazz, il se produit dans les pianobars du quartier de l'Opéra.
C'est dans ce cadre qu'il produit en 1947 une première œuvre, Panique, et s'initie à la direction d’orchestre auprès de l'ex-chef d'orchestre des Ballets russes Roger Désormière. Il reçoit des leçons également de Jean Rivier. Il produit son premier quatuor à cordes l'année suivante, en 1948 et, afin d'améliorer sa situation financière, travaille comme prête-plume pour le compositeur de musique de film Jean Marion.

### Radio France
En 1949, il obtient le Premier Prix de Composition ainsi que le Premier Second Grand Prix de Rome, auquel il avait échoué deux ans plus tôt. Il compose un Concertino pour trompette et orchestre à cordes en 1951 et l'année suivante, en 1952, il est nommé compositeur et chef d'orchestre à la Radiodiffusion française. C'est là qu'il écrit en 1955 sa Symphonie concertante.
En 1957, il crée à l'Opéra de Nancy, en collaboration avec Jésus Etcheverry (direction musicale) et Marcel Lamy (mise en scène), un opéra sur une pièce de Boris Vian d'après la légende des Chevaliers de la Table ronde, Le Chevalier de neige. Sur les conseils de Darius Milhaud, il commence à composer pour le théâtre, pour Jean Vilar, puis pour le cinéma, avec Hiroshima, mon amour en 1959.

### La Nouvelle Vague
Sa rencontre avec les deux réalisateurs issus de « la Nouvelle Vague » que sont François Truffaut et Jean-Luc Godard sera déterminante pour faire connaître sa musique bien au-delà des frontières de la France, notamment avec ses compositions pour Jules et Jim en 1962 et Le Mépris en 1963. Son écriture musicale s'inscrit dès lors dans une veine romantique qu'il ne cessera de développer, parfois dans un style léger et aérien (Le Roi de cœur, Le Diable par la queue, Les Caprices de Marie), parfois dans une écriture plus grave et tourmentée (L'Insoumis, L'important c'est d'aimer). Collaborateur fidèle de Truffaut, il composera pour ce dernier une dizaine de partitions dont notamment Les Deux Anglaises et le Continent, La Nuit américaine, L'Amour en fuite, Le Dernier Métro, La Femme d'à côté ou Vivement dimanche !, le dernier film du cinéaste. Truffaut lui offre deux rôles de comédien dans ses films : celui du notaire dans Les Deux Anglaises et le Continent et son propre rôle de compositeur dans La Nuit américaine.

### Le spectacle populaire
Autre collaboration privilégiée avec le réalisateur Philippe de Broca, la musique de Delerue sait aussi prendre une dimension plus aventureuse comme en témoignent ses partitions pour Cartouche, L'Homme de Rio ou L'Africain. Les films de Philippe de Broca lui ouvrent naturellement les portes d'un cinéma français populaire, où Delerue compose la musique de grands succès publics pour les films de Gérard Oury (Le Corniaud, Le Cerveau), d'Henri Verneuil (Cent Mille Dollars au soleil), d'Édouard Molinaro (Hibernatus), ou d'Henri Colpi (Heureux qui comme Ulysse).
Musicien prolifique, il compose également pour la télévision et la radio (Jacquou le Croquant, Les Rois maudits de 1972, l'indicatif de Radioscopie de Jacques Chancel). Il composera aussi la musique du spectacle de nuit La Cinéscénie du Puy du Fou (pour la période 1982-2002), auquel ont prêté leurs voix Alain Delon, Jean Piat, Suzanne Flon, Robert Hossein ou encore Philippe Noiret en 1981.
Dans les années 1970, il rencontre la faveur de nouveaux réalisateurs comme Claude Miller, Yannick Bellon ou Alain Corneau. Le cinéma français le récompensera trois années consécutives en 1979, 1980 et 1981, où il obtient le César de la meilleure musique pour ses compositions sur les films Préparez vos mouchoirs, L'Amour en fuite et Le Dernier Métro.

### Carrière internationale
Les cinéastes étrangers commencent également à s'intéresser à son travail, notamment Fred Zinnemann (Un homme pour l'éternité, Chacal) ou Mike Nichols (Le Jour du dauphin), mais sa peur panique de l'avion l'oblige à limiter ses déplacements aux États-Unis. Il ne se décidera à s'installer à Hollywood qu'à partir de 1980, où il remporte l'Oscar de la meilleure musique pour le film I Love You, je t'aime de George Roy Hill. Il travaillera notamment sur les musiques de Salvador en 1985 et de Platoon en 1986 pour le réalisateur Oliver Stone. Son séjour américain lui laissa un sentiment d'insatisfaction : il ne trouva pas la liberté de composition nécessaire.
Parallèlement à sa carrière américaine, il continuera de composer pour le cinéma français, dont on retiendra les très belles partitions de Un homme amoureux de Diane Kurys en 1986, le diptyque La Révolution française en 1989 et surtout son magnifique Concerto de l'Adieu composé pour le film Diên Biên Phu en 1992.

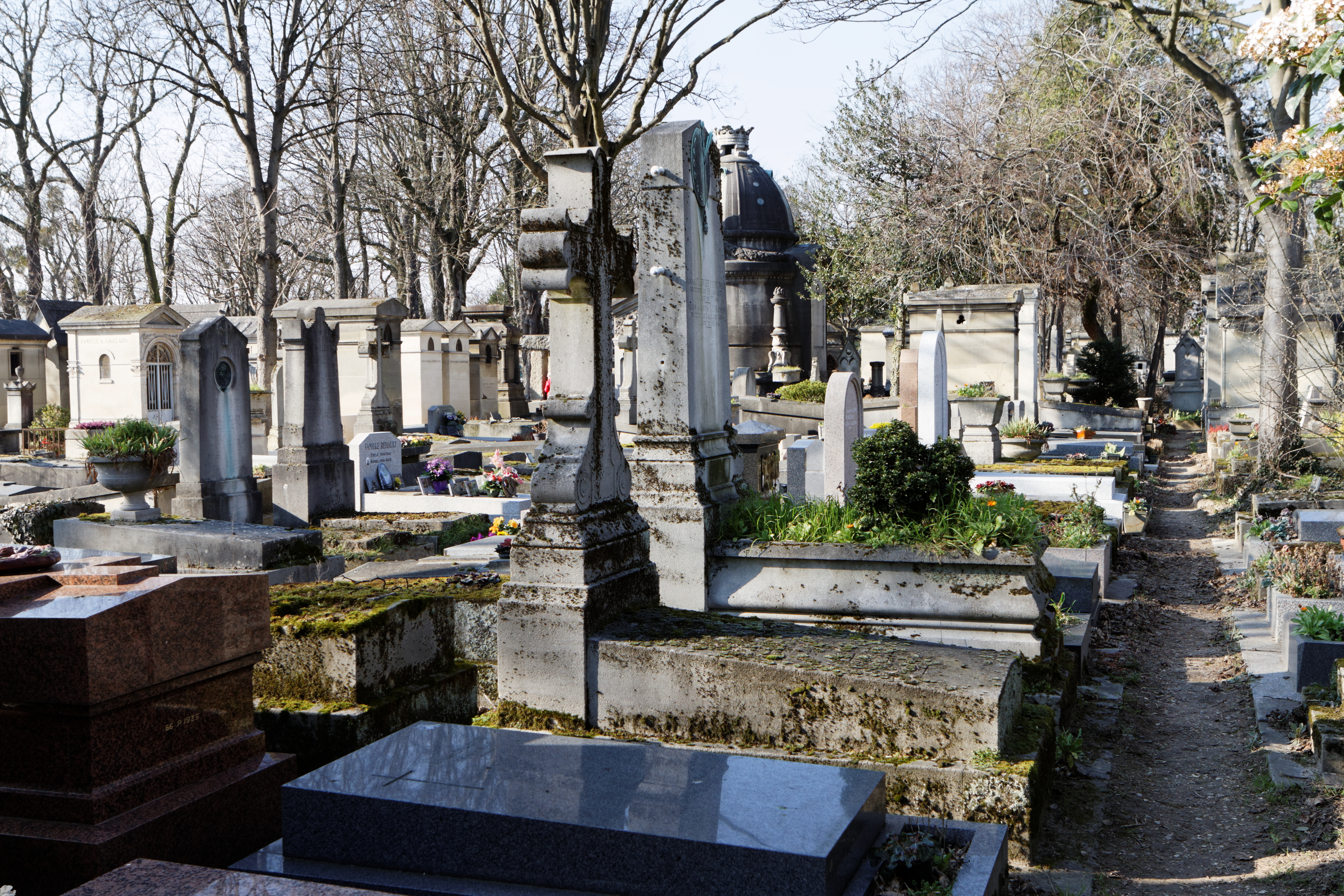
Le tombeau familial au Père Lachaise, division 44, porte à l'ombre d'une grande croix une inscription In memoriam.

Georges Delerue meurt à 67 ans d'une attaque cérébrale au Providence Saint Joseph Medical Center (en) de Burbank. Il est enterré au Forest Lawn Memorial Park de Glendale, en Californie.
Martin Scorsese utilise le Thème de Camille, musique du film Le Mépris, dans son film Casino. Catherine Corsini reprendra aussi ses musiques dans son film Partir (2009). Wong Kar Wai, reprendra Julien et Barbara du film Vivement dimanche! dans son film 2046 (2004).

## Compositions

### Musiques de films
Cette liste est non exhaustive, Georges Delerue a composé des musiques pour 348 films : 
- 1952 : Un chapeau de paille d'Italie de René Clair[10]
- 1952 : Les Deux Timides de René Clair[11]
- 1956 : Tu enfanteras sans douleur, court métrage de Henri Fabiani
- 1956 : Marche française, court métrage coréalisé par Henri Fabiani et Raymond Vogel
- 1957 : Amour de poche de Pierre Kast
- 1957 : Les Surmenés, court métrage de Jacques Doniol-Valcroze
- 1958 : Si le roi savait ça (Al servizio dell'imperatore) de Caro Canaille et Edoardo Anton
- 1958 : Du côté de la côte d'Agnès Varda
- 1958 : La Première Nuit de Georges Franju
- 1959 : Hiroshima mon amour d'Alain Resnais
- 1959 : Marche ou crève de Georges Lautner
- 1959 : Images pour Baudelaire, court métrage de Pierre Kast
- 1960 : Le Bel Âge de Pierre Kast
- 1960 : Une fille pour l'été de Édouard Molinaro
- 1960 : Allumorphoses de Jean-Pierre Rhein (court métrage d'animation)
- 1960 : Tirez sur le pianiste de François Truffaut
- 1960 : Classe tous risques de Claude Sautet
- 1960 : La Française et l'Amour (La Femme seule)
- 1960 : Les Jeux de l'amour de Philippe de Broca
- 1960 : Le Farceur de Philippe de Broca
- 1960 : L'amour existe de Maurice Pialat
- 1960 : La Mort de Belle d'Édouard Molinaro
- 1960 : Arrêtez les tambours de Georges Lautner
- 1960 : Une question d'assurance, court métrage de Pierre Kast
- 1961 : L'Amant de cinq jours de Philippe de Broca
- 1961 : Sahara an IV, court métrage de Max Gérard
- 1961 : Une aussi longue absence de Henri Colpi
- 1961 : L'Affaire Nina B. de Robert Siodmak
- 1961 : Par-dessus le mur de Jean-Paul Le Chanois
- 1962 : Antoine et Colette de François Truffaut
- 1962 : Jules et Jim de François Truffaut
- 1962 : Cartouche de Philippe de Broca
- 1962 : Le crime ne paie pas de Gérard Oury
- 1962 : Le Prince de ligne de Jacques Kupissonoff
- 1962 : Week-end en mer de François Reichenbach
- 1962 : Vive le Tour de Louis Malle
- 1962 : Un cœur gros comme ça de François Reichenbach
- 1963 : L'Aîné des Ferchaux de Jean-Pierre Melville
- 1963 : Une femme est passée de Juan Antonio Bardem
- 1963 : L'Honorable Stanislas, agent secret de Jean-Charles Dudrumet
- 1963 : Chair de poule de Julien Duvivier
- 1963 : Jusqu'au bout du monde de François Villiers
- 1963 : Cent mille dollars au soleil d'Henri Verneuil
- 1963 : Le Mépris de Jean-Luc Godard
- 1964 : Le Mangeur de citrouilles (The Pumpkin Eater) de Jack Clayton
- 1964 : L'Homme de Rio de Philippe de Broca
- 1964 : La Peau douce de François Truffaut
- 1964 : L'Âge ingrat de Gilles Grangier
- 1964 : Mata Hari de Jean-Louis Richard
- 1964 : L'Insoumis d'Alain Cavalier
- 1964 : Un monsieur de compagnie de Philippe de Broca
- 1964 : Des pissenlits par la racine de Georges Lautner
- 1965 : Le Corniaud de Gérard Oury
- 1965 : Viva Maria ! de Louis Malle
- 1965 : Les Tribulations d'un Chinois en Chine de Philippe de Broca
- 1965 : Le Bestiaire d'amour de Gérald Calderon
- 1965 : Pleins feux sur Stanislas de Jean-Charles Dudrumet
- 1965 : Le Dimanche de la vie de Jean Herman
- 1966 : Le Roi de cœur de Philippe de Broca
- 1966 : Un homme pour l'éternité de Fred Zinnemann
- 1967 : Chaque soir à neuf heures de Jack Clayton
- 1967 : La Petite Vertu de Serge Korber
- 1967 : Oscar d'Édouard Molinaro
- 1967 : Mona, l'étoile sans nom d'Henri Colpi
- 1967 : La vingt-cinquième heure d'Henri Verneuil
- 1967 : Le Vieil Homme et l'Enfant de Claude Berri
- 1968 : Les Cracks d'Alex Joffé
- 1968 : Interlude de Kevin Billington
- 1969 : Le Cerveau de Gérard Oury
- 1969 : Le Diable par la queue de Philippe de Broca
- 1969 : Hibernatus d'Édouard Molinaro
- 1969 : Promenade avec l'amour et la mort (A Walk with Love and Death) de John Huston
- 1969 : Anne des mille jours (Anne of the Thousand Days) de Charles Jarrott
- 1969 : Love de Ken Russell
- 1970 : Heureux qui comme Ulysse de Henri Colpi
- 1970 : Au verre de l'amitié, court métrage de Claude Makovski
- 1971 : Comptes à rebours de Roger Pigaut
- 1971 : Mira de Fons Rademakers
- 1971 : Le Revolver et la Rose de Jean Desvilles
- 1971 : Les Deux Anglaises et le Continent de François Truffaut
- 1971 : Les Aveux les plus doux d'Édouard Molinaro
- 1971 : Le Conformiste de Bernardo Bertolucci
- 1971 : Les Cavaliers (The Horsemen) de John Frankenheimer
- 1972 : Chère Louise de Philippe de Broca
- 1972 : L'ingénu de Norbert Carbonnaux
- 1972 : Une belle fille comme moi de François Truffaut
- 1973 : Chacal (The Day of the Jackal) de Fred Zinnemann
- 1973 : La Nuit américaine de François Truffaut
- 1973 : Le Jour du dauphin (The Day of the Dolphin) de Mike Nichols
- 1973 : Chassés-croisés sur une lame de rasoir (Passi di danza su una lama di rasoio) de Maurizio Pradeaux
- 1974 : Alien Thunder (Le Tonnerre rouge) de Claude Fournier
- 1974 : La Gifle de Claude Pinoteau
- 1974 : L'important c'est d'aimer d'Andrzej Żuławski
- 1975 : L'Incorrigible de Philippe de Broca
- 1976 : Oublie-moi, Mandoline de Michel Wyn
- 1976 : Le Grand Escogriffe de Claude Pinoteau
- 1976 : Police Python 357 d'Alain Corneau
- 1976 : Calmos de Bertrand Blier
- 1976 : Comme un boomerang de José Giovanni
- 1976 : Jamais plus toujours de Yannick Bellon
- 1977 : Julie pot de colle de Philippe de Broca
- 1977 : Julia de Fred Zinnemann
- 1977 : Le Point de mire de Jean-Claude Tramont
- 1978 : Tendre Poulet de Philippe de Broca
- 1978 : Préparez vos mouchoirs de Bertrand Blier
- 1978 : Va voir maman, papa travaille de François Leterrier
- 1979 : Le Cavaleur de Philippe de Broca
- 1979 : I love you, je t'aime (A Little Romance) de George Roy Hill
- 1979 : Un scandale presque parfait (An Almost Perfect Affair) de Michael Ritchie
- 1979 : L'Amour en fuite de François Truffaut
- 1979 : Mijn vriend de Fons Rademakers
- 1980 : Le Dernier Métro de François Truffaut
- 1981 : La Femme d'à côté de François Truffaut
- 1981 : Garde à vue de Claude Miller
- 1981 : Riches et Célèbres (Rich and Famous) de George Cukor
- 1981 : Sanglantes confessions (True Confessions) d'Ulu Grosbard
- 1981 : Documenteur  d'Agnès Varda
- 1982 : Josepha de Christopher Frank
- 1982 : The Escape Artist de Caleb Deschanel
- 1982 : La Passante du Sans-Souci de Jacques Rouffio
- 1982 : Guy de Maupassant de Michel Drach
- 1983 : Vivement dimanche ! de François Truffaut
- 1983 : L'Été meurtrier de Jean Becker
- 1983 : L'Africain de Philippe de Broca
- 1983 : Le Retour de l'étalon noir (The Black Stallion Returns) de Robert Dalva
- 1983 : La Foire des ténèbres (Something Wicked This Way Comes) de Jack Clayton - partition rejetée
- 1983 : Le Mystère Silkwood (Silkwood) de Mike Nichols
- 1983 : Man, Woman and Child de Dick Richards
- 1983 : Surexposé (Exposed) de James Toback
- 1984 : Le Bon Plaisir de Francis Girod
- 1984 : Aurora (Qualcosa di biondo) de Maurizio Ponzi
- 1984 : Les Morfalous d'Henri Verneuil
- 1984 : Femmes de personne de Christopher Frank
- 1985 : Agnès de Dieu (Agnes of God) de Norman Jewison
- 1985 : Salvador d'Oliver Stone
- 1986 : Conseil de famille de Costa-Gavras
- 1986 : Platoon d'Oliver Stone
- 1986 : Un homme amoureux de Diane Kurys
- 1986 : Crimes du cœur (Crimes Of The Heart) de Bruce Beresford
- 1986 : Descente aux enfers de Francis Girod
- 1987 : Le Dragueur (The Pick-Up Artist) de James Toback
- 1987 : Chouans ! de Philippe de Broca
- 1987 : The Lonely Passion of Judith Hearne de Jack Clayton
- 1988 : Le Complot (To Kill A Priest) d'Agnieszka Holland
- 1988 : Une femme en péril (The house on Carroll Street) de Peter Yates
- 1988 : Biloxi Blues de Mike Nichols
- 1988 : Jumeaux (Twins) d'Ivan Reitman
- 1988 : Au fil de la vie (Beaches) de Garry Marshall
- 1988 : A Summer Story de Piers Haggard
- 1988 : Drôles de confidences de Henry Winkler
- 1989 : Son alibi (Her Alibi) de Bruce Beresford
- 1989 : Casanova d'Alexandre Volkoff[12]
- 1989 : Georg Elser – Einer aus Deutschland de Klaus Maria Brandauer
- 1989 : La Révolution française de Robert Enrico et Richard T. Heffron
- 1989 : Potins de femmes (Steel Magnolias) d'Herbert Ross
- 1990 : Joe contre le volcan (Joe Vs. the Volcano) de John Patrick Shanley
- 1990 : Mister Johnson de Bruce Beresford
- 1990 : État de force (A Show of Force)  de Bruno Barreto
- 1991 : La Reine blanche de Jean-Loup Hubert
- 1991 : À propos d'Henry (Regarding Henry) de Mike Nichols - Partition rejetée
- 1991 : La P'tite Arnaqueuse (Curly Sue) de John Hughes
- 1991 : Black Robe de Bruce Beresford
- 1992 : Man Trouble de Bob Rafelson
- 1992 : Céline de Jean-Claude Brisseau
- 1992 : Diên Biên Phu de Pierre Schoendoerffer
- 1992 : L'Amour en trop (Rich in Love) de Bruce Beresford

### Musique de télévision
- 1958 : L'Alcade de Zalamea, de Marcel Bluwal (TV)
- 1959 : Macbeth, de Claude Barma (→ INA)
- 1959 : Marie Stuart, de Stellio Lorenzi  (→ INA)
- 1960 : Andromaque, de Roger Iglésis  (→ INA)
- 1961 : La Reine morte (Henry de Montherland), de Roger Iglésis  (→ INA)
- 1962 : Les Caprices de Marianne (Alfred de Musset), de Claude Loursais (→ INA)
- 1962 : Le Cid (tragi-comédie de Pierre Corneille), téléfilm de Roger Iglésis  (→ INA)
- 1963: Le Scieur de long, de Marcel Bluwal (→ INA)
- 1963 : La Surprenante Invention du professeur Delalune, de Marcel Cravenne  (→ INA)
- 1964 : Les Indes noires de Marcel Bluwal (→ INA)
- 1964 : Woyzeck, de Marcel Bluwal  (→ INA)
- 1967 : Le Secret de Wilhelm Storitz de Éric Le Hung1967 :
- 1967 : Les Aventures de Huckleberry Finn (Mark Twain), de Marcel Cravenne (→ INA)
- 1968 : Thibaud ou les Croisades de France Bennys et Henri Colpi
- 1969 : Fortune de Louis Falavigna et Bernard Dabry
- 1969 : Jacquou le Croquant de Stellio Lorenzi
- 1971 : Adieu mes quinze ans de Claude de Givray
- 1972 : Les Rois maudits de Claude Barma
- 1972 : L'Homme qui revient de loin de Michel Wyn
- 1974 : Paul et Virginie de Pierre Gaspard-Huit (feuilleton télévisé)
- 1974 :  La Cloche tibétaine de Michel Wyn (mini série télévisée)
- 1975 : Splendeurs et misères des courtisanes (mini-série) de Maurice Cazeneuve
- 1975 : Les Compagnons d'Eleusis de Claude Grinberg
- 1975 : Paul Gauguin (mini-série) de Roger Pigaut
- 1976 : Milady de François Leterrier
- 1977 : Le Chandelier (téléfilm) de Claude Santelli
- 1978 : Photo souvenir (téléfilm) d'Edmond Séchan
- 1978 :  Madame le juge de Nadine Trintignant (série TV), épisode : Un innocent
- 1978 : Messieurs les ronds-de-cuir (téléfilm) de Daniel Ceccaldi
- 1980 : Les Chevaux du soleil de François Villiers
- 1980 : Les Visiteurs (mini-série) de Michel Wyn
- 1980 : Fantômas de Claude Chabrol
- 1980 : Arsène Lupin joue et perd d'Alexandre Astruc
- 1981 : Le Mythomane de Michel Wyn
- 1985 : Amos, le grand-père justicier (Amos) de Michael Tuchner
- 1986 : L'Épée de Gédéon de Michael Anderson
- 1986 : Saison 1 d'Histoires fantastiques, épisode 18 "Dorothy et Ben" de Thomas Carter
- 1986 : Sin of Innocence de Arthur Allan Seidelman
- 1987 : Les Rescapés de Sobibor de Jack Gold
- 1987 : Queenie, la force d'un destin de Larry Peerce
- 1991 : The Josephine Baker Story de Brian Gibson

### Musiques de documentaires
- 1952 : Les ingénieurs de la mer de Jean Raynaud (documentaire)
- 1952 : Nos soldats en Afrique noire du Service cinématographique des armées (documentaire)
- 1952 : Paysages antarctiques de Luc-Marie Bayle et Jean Rouilly (documentaire)
- 1953 : L'Aventure et ses terre-neuvas de André Nester (documentaire)
- 1953 : Madagascar, terre de traditions et d'avenir du Service cinématographique des armées (documentaire)
- 1953 : Soldats du Maroc de Bernard Simiot (documentaire)
- 1978 : Le Testament de l’île de Pâques de Jacques-Yves Cousteau (documentaire)
- 1979 : Le Nil de Jacques-Yves Cousteau (documentaire)
- 1987 : Tours du monde, tours du ciel de Robert Pansard-Besson (documentaire d'astrophysique et de cosmologie)

### Œuvres pour la scène

#### Opéras
- Ariane
- Le Chevalier de neige
- Une regrettable histoire
- Médis et Alyssio

#### Théâtre
- L'Alcade de Zalamea
- La Princesse d'Elide de Molière (mise en scène de Jacques Charron, réalisation pour la télévision par Jeannette Hubert - 1970)

#### Ballets
- L'Emprise
- Conte cruel
- La Leçon
- Les Trois Mousquetaires

#### Spectacle
- 1982 à 2002 : musique de la Cinéscénie du Puy du Fou

#### Œuvres chorales
- Prières pour les temps de détresse, pour baryton solo, chœur mixte et ensemble instrumental - partition éditée aux Éditions À Cœur Joie (création aux Choralies de Vaison-la-Romaine en 1983) [13]

### Musique pour orchestre
- Panique, mouvement symphonique
- Suite de danses
- Concertino pour trompette et orchestre à cordes
- Triptyque sur des thèmes roumains
- Suite d'orchestre pour la libération de Paris
- Variations libres pour un libre penseur sur le nom de Ludwig van Beethoven
- Concertino pour piano et orchestre à cordes
- Symphonie concertante pour piano et orchestre
- Concerto pour piano et orchestre
- Dialogue concertant pour trompette, trombone et orchestre
- Prélude et danse pour hautbois et orchestre à cordes
- Concerto pour cor et orchestre à cordes
- Concerto pour trombone ténor et orchestre à cordes
- Concerto pour quatre guitares et orchestre
- Concerto de l'adieu, pour violon et orchestre (9 min), composé pour le film Diên Biên Phu.

### Musique de chambre
- Quatuor pour piano et cordes
- Deux quatuors à cordes
- Mouvement pour percussion et piano
- Poème fantasque pour cor et piano
- Concertino pour deux pianos
- Vitrail pour quintette de cuivres
- Sonate pour trompette et orgue

## Distinctions

### César du cinéma
- Césars 1977 : double nomination au César de la meilleure musique originale pour Le Grand Escogriffe et Police Python 357
- Césars 1979 : César de la meilleure musique originale pour le film Préparez vos mouchoirs
- Césars 1980 : César de la meilleure musique originale pour le film L'Amour en fuite
- Césars 1981 : César de la meilleure musique originale pour le film Le Dernier Métro
- Césars 1983 : nomination au César de la meilleure musique originale pour La Passante du Sans-Souci
- Césars 1984 : nomination au César de la meilleure musique originale pour L'Été meurtrier
- Césars 1993 : nomination au César de la meilleure musique originale pour Diên Biên Phu

### Oscar du cinéma
- Oscars 1970 : nomination à l'Oscar de la Meilleure partition pour un film dramatique ou une comédie pour Anne des mille jours
- Oscars 1974 : nomination à l'Oscar de la Meilleure partition originale pour Le Jour du dauphin
- Oscars 1978 : nomination à l'Oscar de la Meilleure partition originale pour Julia
- Oscars 1980 : Oscar de la Meilleure partition originale pour le film I love you, je t'aime
- Oscars 1986 : nomination à l'Oscar de la Meilleure partition originale pour Agnes of God

### Golden Globes
- 1969 : nomination au Golden Globe de la meilleure musique de film Anne des mille jours
- 1973 : nomination au Golden Globe de la meilleure musique de film Le Jour du dauphin
- 1979 : nomination au Golden Globe de la meilleure musique de film A Little Romance